# La Leçon de clavecin
La Leçon de clavecin est l'un des tableaux les plus connus de l'artiste français Jules-Alexis Muenier.

## Historique

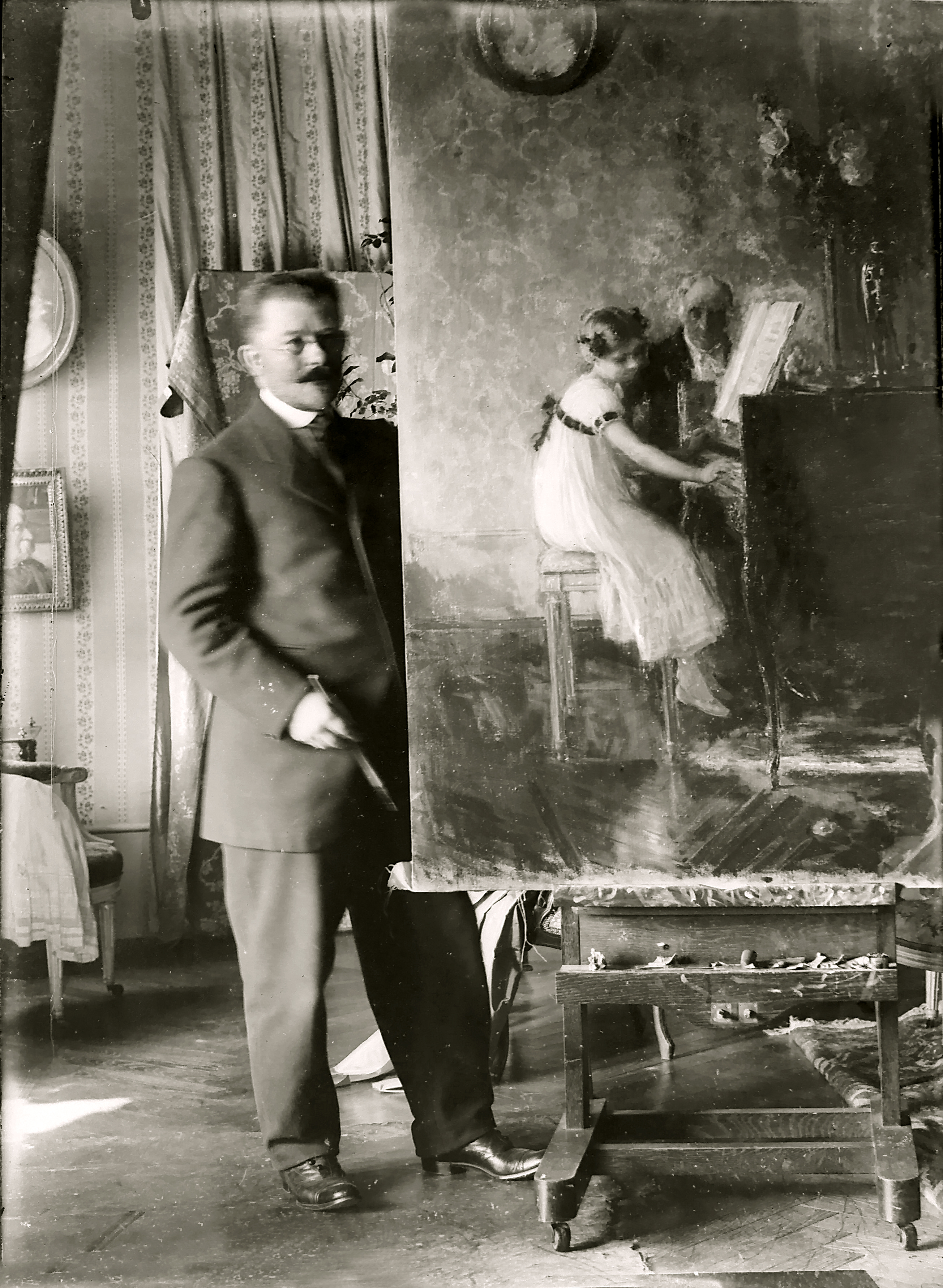
Photographie de Muenier et de son tableau La Leçon de clavecin.

Réalisé en 1911, le tableau est acheté par l'État la même année,.
Une étude préparatoire du tableau intitulée La Leçon de piano est réalisée par l'artiste vers 1909,.
Plusieurs copies du tableau existent et sont exposées à travers la France.

## Description
De format vertical, le tableau présente une jeune fille qui joue du clavecin, paraissant perchée sur le siège, ses jambes pendant loin du sol, tandis qu'elle est regardée par un personnage âgé, assis également au second plan, sans doute son professeur,.